# Kunbi Salih
Kunbi Salih (Koumbi Saleh) són unes ruïnes medievals de la que fou la capital de l'Imperi de Ghana. Koumbi Saleh ha estat localitzada al sud de l'actual Mauritània, durant escorcolls arqueològics fets el 1914.
La ciutat fou fundada vers el segle iii pels mandé que controlaven el comerç entre aquesta zona, Audaghost i Timbuctú. Al segle vii l'imperi de Ghana va dominar la regió i va fer de Koumbi Saleh la seva capital vers el segle viii quan les proves del carboni 14 donen que va començar una ocupació regular.
Servia de dipòsit de sal i d'or, en relació amb l'Àfrica del nord. Al segle xi, la seva població estava entorn dels 30.000 habitants i era una de les àrees urbanes més grans d'Àfrica. Hauria estat presa el 1076 pel cap almoràvit Abu Bakr ibn Úmar al-Lamtuní amb els amazics sanhadja. D'aquesta suposada conquesta breu, hauria resultat la destrucció dels documents escrits de manera que només han quedar relats de visitants àrabs o amazics, com al-Fazari (vers 800) i Ibn Khaldun.
Després de la decadència de l'Imperi de Ghana, caigué en mans de Soumaoro Kanté (1190- 1235), sobirà del regne de Sosso al Tekrur i la va fer servir de base pel seu exèrcit i els comerciants nord-africans van abandonar Kumbi i van establir altres centres comercials a Jenne i Walata, que van substituir l'antiga capital de Ghana com a principals centres comercials al Sudan. Cap a 1240, l'emperador de Mali Sundiata Keïta se'n va apoderar i la va destruir. En les excavacions de 1913-1914 fou redescoberta per Bonnel de Mèzieres. Els resultats de l'excavació es van publicar el 1920 però tot el material es va perdre de manera inexplicable. S'han fet noves excavacions el 1939, 1949-1950, 1951, 1972 i 1975-1976. La residència real separada de la ciutat podria haver estat a Kalaka (Karka) a uns 23 al sud-est.
El nom de Kunbi (modern Koumbi) no apareix fins al segle xvii si bé referit a l'antic imperi anomenat Kayamaga. Una altra referència esmenta a la capital de Kayamaga com a Ghana. Totes les tradicions sarakole sobre Wagadu (Ghana) parlen de Kunbi i aquestes tradicions eren prou fortes que quan Bonnel de Mèzieres el 1914 va manifestar que volia conèixer el lloc de l'antiga capital de Ghana, fou portat directament de Walata a Kunbi.
Fou afegida a la llista de propostes a esdevenir Patrimoni de la Humanitat (categoria cultural) el 14 de juny de 2001.

## Testimoni
El 1067, el geògraf àrab al-Bakri que havia anat a Koumbi, on comerciants àrabs tenien el seu propi barri, descriu la ciutat: 
«Ghana es compon de dues ciutats situades en una planura. Aquella habitada pels musulmans és molt gran i inclou dotze mesquites, en les quals se celebra l'oració del divendres. Totes aquests mesquites tenen els seus imams, els seus muetzins i els seus lectors assalariats. La ciutat posseeix jurisconsults i homes omplerts d'erudició. Als voltants es troben diversos pous d'aigua dolça, que subministren l'aigua potable dels habitants i amb la qual també es cultiven llegums.
«La ciutat en què viu el rei és a sis milles d'aquesta. El territori que els separa està cobert d'habitatges. Els edificis són construïts amb pedres i de fusta d'acàcia. La casa del rei es compon d'un palau i de diverses cabanes amb les teulades arrodonides i la circumferència està envoltada d'un tancat semblant a un mur.
«La ciutat del rei està envoltada de cabanes, massissos d'arbres i bosquets, que serveixen de cases als mags de la nació, encarregats del culte religiós; és allà on han col·locat els seus ídols i les tombes dels seus sobirans. Homes encarregats de la guarda d'aquests boscos impedeixen sigui d'entrar-hi o sigui d'assabentar-se del que hi passa. És allà també que es troben les presons del rei. Així que un home hi és tancat, no es torna a parlar mai més d'ell. »
Al-Bakri descriu també el rei i el seu tribunal:
«El rei es guarneix, com les dones, amb collarets i braçalets, porta com a pentinat diverses gorres daurades, envoltades de teixits de cotó molt fi. » 
«Quan dona audiència al poble, per tal d'escoltar els seus greuges i remeiar-ho, s'asseu en un pavelló al voltant del qual són posats sis cavalls protegits d'or; darrere d'ell s'estan deu patges portant escuts i espases muntades en or; a la seva dreta hi ha els fills dels prínceps del seu imperi, vestits amb roba magnífica i tenint els cabells trenats d'or.
«El governador de la ciutat està assegut a terra devent el rei, i tot al voltant se situen els visirs en la mateixa posició. La porta del pavelló és guardada per gossos d'una raça excel·lent que no se'n van gairebé mai del lloc on s'està el rei; porten collarets d'or i de plata guarnits de cascavells. La sessió és oberta pel so d'un tambor, anomenat déba, format d'un llarg tros de fusta gravat. Quan els correligionaris del rei apareixen davant d'ell, es posen de genolls i es llancen pols sobre el cap per saludar-lo. El rei de Ghana pot posar en el camp dos-cents mil guerrers, del qual més de quaranta mil armats d'arc i de fletxes. »